# Vřesová
Vřesová là một làng thuộc huyện Sokolov, vùng Karlovarský, Cộng hòa Séc.